# Eninkimar
Eninkimar – starożytny port morski nad Zatoką Perską w południowej części Sumeru o nieustalonej do dziś lokalizacji. Miejscowość powiązana była z ośrodkiem w Lagasz. 
Panowanie władców Lagasz na Eninkimarem poświadczone jest w okresie wczesnodynastycznym. Za panowania Ur-Nansze (po 2500 p.n.e.), miejscowość stanowiła jedno z istotnych ogniw na szlaku handlowym pomiędzy Sumerem a krajem Dilmun, identyfikowanym z obszarem dzisiejszego Bahrajnu, za pośrednictwem którego sprowadzano z krainy Meluhha (prawdopodobnie cywilizacja doliny Indusu) występujące tam gatunki drewna. 
W okresie podbojów króla Sargona Wielkiego, po zdybyciu Ur, Lagasz i Ummy, władca Akadu wykonał w Eninkimarze gest obmycia broni w wodach zatoki w symboliczny sposób potwierdzając swoje panowanie nad portem. Gest ten stał się elementem mezopotamskiej tradycji wojennej i powtarzany był przez kolejnych władców również w późniejszych okresach.
W okresie akadyjskim Eninkimar nadal stanowił część miasta-państwa Lagasz, będąc istotnym ośrodkiem miejskim jako stolica jednego z 17 okręgów.